# Skaksjuka
Skaksjuka är en medfödd neurologisk sjukdom hos grisar. Symptomen är varierande grad av skakningar av kropp och huvud och i allvarliga fall även ataxi. Sjukdomen beskrevs första gången 1922 i USA men det dröjde till år 1955 innan sjukdomen rapporterades i Sverige. Det finns (2018) sex former av skaksjuka, typ A-I till A-V och B, med olika orsak. Typ A-II är den form av skaksjuka som förekommer i Sverige.
Typ A-I orsakas av att suggan varit infekterad med svinpest under dräktigheten. Typ A-II anses orsakas av att griskultingarna infekteras av ett virus, som kallas atypical porcine pestivirus, under fosterstadiet. Typ A-III och A-IV är ärftliga defekter hos lantras- och saddlebackgrisar. Typ A-V orsakas av en förgiftning med ett läkemedel (Neguvon) som tidigare användes för avskabbning, även av dräktiga suggor. A-formerna ger en demyelinisering i centrala nervsystemet hos griskultingarna. B-formen ger inga sådana synliga förändringar och orsaken till B-formen är ännu okänd.

## Skaksjuka typ A-II
Vanligen uppträder skaksjuka typ A-II i form av utbrott där många kullar i en besättning drabbas. Ingen behandling av skaksjuka ges och symptomen avklingar inom några månader. Skaksjuka typ A-II är inte dödlig i sig själv, men kultingen kan svälta ihjäl på grund av svårighet att dia.